# IC 1439
IC 1439 ist eine Balken-Spiralgalaxie vom Hubble-Typ SBa im Sternbild Aquarius auf der Ekliptik. Sie ist schätzungsweise 430 Millionen Lichtjahre von der Milchstraße entfernt.
Das Objekt wurde am 20. Juli 1892 von Stéphane Javelle entdeckt.